# Liste der Kulturdenkmale in Uhlstädt-Kirchhasel
In der Liste der Kulturdenkmale in Uhlstädt-Kirchhasel sind alle Kulturdenkmale der thüringischen Gemeinde Uhlstädt-Kirchhasel (Landkreis Saalfeld-Rudolstadt) und ihrer Ortsteile aufgelistet (Stand: 12. Februar 2013).

## Beutelsdorf
Einzeldenkmale

| Bild                           | Bezeichnung                | Lage           | Datierung | Beschreibung | ID |
| ------------------------------ | -------------------------- | -------------- | --------- | ------------ | -- |
| weitere Bilder Fotos hochladen | Kirche mit Ausstattung     | (Karte)        |           |              |    |
| Fotos hochladen                | Gehöft                     | Beutelsdorf 1  |           |              |    |
| Fotos hochladen                | Gehöft westlich der Kirche | Beutelsdorf 13 |           |              |    |
| Fotos hochladen                | Stallgebäude               | Beutelsdorf 3  |           |              |    |

## Catharinau
Einzeldenkmale

| Bild                           | Bezeichnung            | Lage    | Datierung | Beschreibung | ID |
| ------------------------------ | ---------------------- | ------- | --------- | ------------ | -- |
| weitere Bilder Fotos hochladen | Kirche mit Ausstattung | (Karte) |           |              |    |

## Dorndorf
Einzeldenkmale

| Bild                           | Bezeichnung                  | Lage                          | Datierung | Beschreibung | ID |
| ------------------------------ | ---------------------------- | ----------------------------- | --------- | ------------ | -- |
| weitere Bilder Fotos hochladen | Kirche mit Ausstattung       | (Karte)                       |           |              |    |
| Fotos hochladen                | Wölbbrücke                   | Koordinaten fehlen! Hilf mit. |           |              |    |
| Fotos hochladen                | Ehemalige Mühle (Untermühle) | Dorndorf 1                    |           |              |    |
| Fotos hochladen                | Gehöft                       | Dorndorf 12                   |           |              |    |
| Fotos hochladen                | Ehem. Wohnstallhaus          | Dorndorf 17                   |           |              |    |
| Fotos hochladen                | Mühle (Obermühle)            | Dorndorf 2                    |           |              |    |
| Fotos hochladen                | Scheune                      | Dorndorf 22                   |           |              |    |
| Fotos hochladen                | Gehöft                       | Dorndorf 9                    |           |              |    |

## Engerda
| Bild                           | Bezeichnung                                                         | Lage                          | Datierung | Beschreibung | ID |
| ------------------------------ | ------------------------------------------------------------------- | ----------------------------- | --------- | ------------ | -- |
| weitere Bilder Fotos hochladen | Kirche mit Ausstattung und Kirchhof mit Grabsteinen und Einfriedung | (Karte)                       |           |              |    |
| Fotos hochladen                | Wölbbrücke über den Wiedabach und Brunnenstube                      | Koordinaten fehlen! Hilf mit. |           |              |    |
| Fotos hochladen                | Gehöft                                                              | Engerda 6                     |           |              |    |
| Fotos hochladen                | Gehöft                                                              | Engerda 7                     |           |              |    |
| Fotos hochladen                | Gehöft                                                              | Engerda 9                     |           |              |    |
| Fotos hochladen                | Gehöft                                                              | Engerda 12                    |           |              |    |
| Fotos hochladen                | Gehöft                                                              | Engerda 15                    |           |              |    |
| Fotos hochladen                | Gehöft                                                              | Engerda 16                    |           |              |    |
| Fotos hochladen                | Gehöft                                                              | Engerda 41                    |           |              |    |
| Fotos hochladen                | Gehöft (Nebengebäude teilw. abgebrochen)                            | Engerda 48                    |           |              |    |

## Etzelbach
Einzeldenkmale

| Bild                           | Bezeichnung                  | Lage         | Datierung | Beschreibung | ID |
| ------------------------------ | ---------------------------- | ------------ | --------- | ------------ | -- |
| weitere Bilder Fotos hochladen | Kirche mit Ausstattung       | (Karte)      |           |              |    |
| Fotos hochladen                | Gutsanlage                   | Etzelbach 1  |           |              |    |
| Fotos hochladen                | Gehöft                       | Etzelbach 18 |           |              |    |
| Fotos hochladen                | Gehöft                       | Etzelbach 23 |           |              |    |
| Fotos hochladen                | Gehöft                       | Etzelbach 33 |           |              |    |
| Fotos hochladen                | Gehöft                       | Etzelbach 36 |           |              |    |
| Fotos hochladen                | Gehöft                       | Etzelbach 38 |           |              |    |
| Fotos hochladen                | Sanatorium der Klinik Weißen | In dem Tal 3 |           |              |    |

## Großkochberg
Einzeldenkmale

| Bild                           | Bezeichnung                                                                | Lage                    | Datierung | Beschreibung     | ID |
| ------------------------------ | -------------------------------------------------------------------------- | ----------------------- | --------- | ---------------- | -- |
| weitere Bilder Fotos hochladen | Kirche Großkochberg mit Ausstattung, Kirchhof mit Grabsteinen              | (Karte)                 |           |                  |    |
| Fotos hochladen                | Waidmühlenstein                                                            | Am Goetheplatz          |           |                  |    |
| Fotos hochladen                | Bestandteil Sachgesamtheit Schloss (Schloss Kochberg) mit Wassergraben und | Im Schloßhof            |           |                  |    |
| Fotos hochladen                | Torhaus/Bestandteil Sachgesamtheit Schloss (Schloss Kochberg) mit          | Im Schloßhof 1          |           |                  |    |
| Fotos hochladen                | Schloss (Schloss Kochberg) mit Wassergraben und zugehörigen Brücken,       | Im Schloßhof 1 -6, 8, 9 |           | Schloss Kochberg |    |
| Fotos hochladen                | Bestandteil Sachgesamtheit Schloss (Schloss Kochberg) mit Wassergraben und | Im Schloßhof 2          |           | Schloss Kochberg |    |
| Fotos hochladen                | Wohnhaus/Bestandteil Sachgesamtheit Schloss (Schloss Kochberg) mit         | Im Schloßhof 5          |           | Schloss Kochberg |    |
| Fotos hochladen                | Bestandteil Sachgesamtheit Schloss (Schloss Kochberg) mit Wassergraben und | Im Schloßhof 8          |           | Schloss Kochberg |    |
| Fotos hochladen                | Bestandteil Sachgesamtheit Schloss (Schloss Kochberg) mit Wassergraben und | Im Schloßhof 9          |           | Schloss Kochberg |    |
| Fotos hochladen                | Wohnhaus                                                                   | Ortsstraße 11           |           | Schloss Kochberg |    |
| Fotos hochladen                | Wohnhaus                                                                   | Ortsstraße 36           |           | Schloss Kochberg |    |
| Fotos hochladen                | Eckgehöft                                                                  | Ortsstraße 37           |           | Schloss Kochberg |    |
| Fotos hochladen                | Gehöft                                                                     | Ortsstraße 56           |           | Schloss Kochberg |    |
| Fotos hochladen                | Wohnhaus                                                                   | Ortsstraße 59           |           | Schloss Kochberg |    |
| Fotos hochladen                | Gemeindesaal                                                               | Ortsstraße 70           |           | Schloss Kochberg |    |
| Fotos hochladen                | Wohnhaus                                                                   | Weitersdorfer Weg 30    |           | Schloss Kochberg |    |

## Heilingen
Einzeldenkmale

| Bild                           | Bezeichnung                      | Lage                          | Datierung | Beschreibung | ID |
| ------------------------------ | -------------------------------- | ----------------------------- | --------- | ------------ | -- |
| weitere Bilder Fotos hochladen | Kirche mit Ausstattung           | (Karte)                       |           |              |    |
| Fotos hochladen                | Thingplatz mit Linde             | Koordinaten fehlen! Hilf mit. |           |              |    |
| weitere Bilder Fotos hochladen | Gehöft mit zwei Inschriftsteinen | Heilingen 4                   |           |              |    |
| Fotos hochladen                | Gehöft                           | Heilingen 31                  |           |              |    |
| Fotos hochladen                | Gehöft                           | Heilingen 34                  |           |              |    |
| Fotos hochladen                | Gehöft                           | Heilingen 40                  |           |              |    |
| Fotos hochladen                | Gehöft                           | Heilingen 46                  |           |              |    |
| Fotos hochladen                | Mahlmühle                        | Heilingen 53                  |           |              |    |

## Kirchhasel
Einzeldenkmale

| Bild                           | Bezeichnung                                         | Lage                  | Datierung | Beschreibung | ID |
| ------------------------------ | --------------------------------------------------- | --------------------- | --------- | ------------ | -- |
| weitere Bilder Fotos hochladen | Kirche mit Ausstattung                              | (Karte)               |           |              |    |
| Fotos hochladen                | Gehöft                                              | Am Haselbach 5        |           |              |    |
| Fotos hochladen                | Gehöft                                              | Catharinauer Straße 6 |           |              |    |
| Fotos hochladen                | Wohnhaus mit Scheune und Stallungen                 | Catharinauer Straße 7 |           |              |    |
| Fotos hochladen                | Gehöft                                              | Catharinauer Straße 9 |           |              |    |
| Fotos hochladen                | Gehöft                                              | Jenaische Straße 11   |           |              |    |
| Fotos hochladen                | Gehöft                                              | Jenaische Straße 24   |           |              |    |
| Fotos hochladen                | Pfarrhof mit Pfarrhaus, Nebengebäude und Ummauerung | Kirchstraße 1         |           |              |    |
| Fotos hochladen                | Gehöft                                              | Riethtalgasse 15      |           |              |    |
| Fotos hochladen                | Gehöft                                              | Unterhasel 82         |           |              |    |
| Fotos hochladen                | Gehöft                                              | Unterhasel 83         |           |              |    |
| Fotos hochladen                | Gehöft                                              | Zum Hirschgrund 3     |           |              |    |
| Fotos hochladen                | Gehöft                                              | Zum Hirschgrund 5     |           |              |    |

## Kleinkochberg
Einzeldenkmale

| Bild                           | Bezeichnung                          | Lage        | Datierung | Beschreibung | ID |
| ------------------------------ | ------------------------------------ | ----------- | --------- | ------------ | -- |
| weitere Bilder Fotos hochladen | Kirche Kleinkochberg mit Ausstattung | (Karte)     |           |              |    |
| Fotos hochladen                | Aussichtsturm „Luisenturm“           | Hummelsberg |           |              |    |

## Kolkwitz
Einzeldenkmale

| Bild                           | Bezeichnung                                                                         | Lage        | Datierung | Beschreibung | ID |
| ------------------------------ | ----------------------------------------------------------------------------------- | ----------- | --------- | ------------ | -- |
| weitere Bilder Fotos hochladen | Kirche mit Ausstattung, Friedhof mit Mauer, barocken Grabsteinen und Kriegerdenkmal | (Karte)     |           |              |    |
| Fotos hochladen                | Ehemalige Darre                                                                     | Kolkwitz 2a |           |              |    |
| Fotos hochladen                | Gehöft                                                                              | Kolkwitz 13 |           |              |    |
| Fotos hochladen                | Edelhof                                                                             | Kolkwitz 27 |           |              |    |

## Kuhfraß
Einzeldenkmale

| Bild            | Bezeichnung                 | Lage                          | Datierung | Beschreibung | ID |
| --------------- | --------------------------- | ----------------------------- | --------- | ------------ | -- |
| Fotos hochladen | Gruft der Familie von Parry | Koordinaten fehlen! Hilf mit. |           |              |    |

## Mötzelbach
Einzeldenkmale

| Bild                           | Bezeichnung            | Lage          | Datierung | Beschreibung | ID |
| ------------------------------ | ---------------------- | ------------- | --------- | ------------ | -- |
| weitere Bilder Fotos hochladen | Kirche mit Ausstattung | (Karte)       |           |              |    |
| Fotos hochladen                | Gehöft                 | Mötzelbach 9  |           |              |    |
| Fotos hochladen                | Gehöft                 | Mötzelbach 10 |           |              |    |
| Fotos hochladen                | Gehöft                 | Mötzelbach 12 |           |              |    |
| Fotos hochladen                | Gehöft                 | Mötzelbach 15 |           |              |    |

## Naundorf
Einzeldenkmale

| Bild            | Bezeichnung | Lage       | Datierung | Beschreibung | ID |
| --------------- | ----------- | ---------- | --------- | ------------ | -- |
| Fotos hochladen | Gehöft      | Naundorf 2 |           |              |    |

## Neusitz
Einzeldenkmale

| Bild                           | Bezeichnung                                                       | Lage       | Datierung | Beschreibung | ID |
| ------------------------------ | ----------------------------------------------------------------- | ---------- | --------- | ------------ | -- |
| weitere Bilder Fotos hochladen | Kirche mit Ausstattung, Kirchhof (ehem. Friedhof) und Einfriedung | (Karte)    |           |              |    |
| Fotos hochladen                | Staatliche Regelschule Neusitz-Teichel                            | Neusitz 29 |           |              |    |

## Niederkrossen
Einzeldenkmale

| Bild                           | Bezeichnung                                             | Lage                          | Datierung | Beschreibung | ID |
| ------------------------------ | ------------------------------------------------------- | ----------------------------- | --------- | ------------ | -- |
| weitere Bilder Fotos hochladen | Kirche mit Ausstattung                                  | (Karte)                       |           |              |    |
| Fotos hochladen                | 12 Hochkeller im Bereich des ehem. Gutes Am Lindenberge | Koordinaten fehlen! Hilf mit. |           |              |    |
| Fotos hochladen                | Friedhofskapelle                                        | Koordinaten fehlen! Hilf mit. |           |              |    |
| Fotos hochladen                | Neubauernhaus                                           | Niederkrossen 9               |           |              |    |
| Fotos hochladen                | Wohnhaus                                                | Niederkrossen 15              |           |              |    |
| Fotos hochladen                | Gehöft                                                  | Niederkrossen 25              |           |              |    |
| Fotos hochladen                | Kindergarten                                            | Niederkrossen 27              |           |              |    |
| Fotos hochladen                | Stall mit Oberlaube und Toreinfahrt                     | Niederkrossen 47              |           |              |    |
| Fotos hochladen                | Gemeindeverwaltung                                      | Niederkrossen 51              |           |              |    |
| Fotos hochladen                | Ehem. Pfarrhaus mit Stall                               | Niederkrossen 54              |           |              |    |

## Oberhasel
Einzeldenkmale

| Bild                           | Bezeichnung                                         | Lage         | Datierung | Beschreibung | ID |
| ------------------------------ | --------------------------------------------------- | ------------ | --------- | ------------ | -- |
| weitere Bilder Fotos hochladen | Kirche mit Ausstattung und historischen Grabsteinen | (Karte)      |           |              |    |
| Fotos hochladen                | Gehöft                                              | Oberhasel 1  |           |              |    |
| Fotos hochladen                | Gehöft                                              | Oberhasel 4  |           |              |    |
| Fotos hochladen                | Mühlengehöft                                        | Oberhasel 7  |           |              |    |
| Fotos hochladen                | Wohnhaus                                            | Oberhasel 8  |           |              |    |
| Fotos hochladen                | Gehöft                                              | Oberhasel 18 |           |              |    |

## Oberkrossen
Einzeldenkmale

| Bild            | Bezeichnung                              | Lage           | Datierung | Beschreibung | ID |
| --------------- | ---------------------------------------- | -------------- | --------- | ------------ | -- |
| Fotos hochladen | Fachwerkhaus mit Bohlendecke             | Oberkrossen 4  |           |              |    |
| Fotos hochladen | Sägewerk Oberkrossen mit Dampflokomobile | Oberkrossen 12 |           |              |    |

## Partschefeld
Einzeldenkmale

| Bild                           | Bezeichnung                        | Lage                 | Datierung | Beschreibung | ID |
| ------------------------------ | ---------------------------------- | -------------------- | --------- | --- | -- |
| weitere Bilder Fotos hochladen | Dorfkirche Partschefeld            | Am Dorfanger (Karte) |           | |    |
| Fotos hochladen                | Windrad der ehem. Wasserversorgung | Neben der Dorfwaage  |           | ehemaliger Standort Winterleite. Windturbine wurde restauriert und für den neuen Standort angepasst (Höhe reduziert) |    |
| Fotos hochladen                | Gehöft                             | Partschefeld 23      |           | ehemaliger Standort Winterleite. Windturbine wurde restauriert und für den neuen Standort angepasst (Höhe reduziert) |    |

## Röbschütz
Einzeldenkmale

| Bild            | Bezeichnung        | Lage                              | Datierung | Beschreibung | ID |
| --------------- | ------------------ | --------------------------------- | --------- | ------------ | -- |
| Fotos hochladen | Wölbbrücke         | Neben dem ehemaligen Gemeindehaus |           |              |    |
| Fotos hochladen | Gehöft             | Röbschütz 3                       |           |              |    |
| Fotos hochladen | Gehöft             | Röbschütz 5                       |           |              |    |
| Fotos hochladen | Gehöft             | Röbschütz 8                       |           |              |    |
| Fotos hochladen | Gehöft             | Röbschütz 13                      |           |              |    |
| Fotos hochladen | Gehöft             | Röbschütz 14                      |           |              |    |
| Fotos hochladen | Ehem. Gemeindehaus | Röbschütz 16                      |           |              |    |

## Rödelwitz
Einzeldenkmale

| Bild                           | Bezeichnung            | Lage            | Datierung | Beschreibung | ID |
| ------------------------------ | ---------------------- | --------------- | --------- | ------------ | -- |
| weitere Bilder Fotos hochladen | Kirche mit Ausstattung | (Karte)         |           |              |    |
| Fotos hochladen                | Gehöft                 | Rödelwitz 1     |           |              |    |
| Fotos hochladen                | Gehöft                 | Rödelwitz 6     |           |              |    |
| Fotos hochladen                | Gehöft                 | Rödelwitz 9     |           |              |    |
| Fotos hochladen                | Gehöft                 | Rödelwitz 11    |           |              |    |
| Fotos hochladen                | Gehöft                 | Rödelwitz 22/24 |           |              |    |
| Fotos hochladen                | Gehöft                 | Rödelwitz 25    |           |              |    |

## Rückersdorf
Einzeldenkmale

| Bild            | Bezeichnung        | Lage           | Datierung | Beschreibung | ID |
| --------------- | ------------------ | -------------- | --------- | ------------ | -- |
| Fotos hochladen | Gehöft             | Rückersdorf 17 |           |              |    |
| Fotos hochladen | Kellerhaus am Hang | Rückersdorf 24 |           |              |    |
| Fotos hochladen | Gehöft             | Rückersdorf 27 |           |              |    |

## Schloßkulm
Einzeldenkmale

| Bild            | Bezeichnung                         | Lage                          | Datierung | Beschreibung | ID |
| --------------- | ----------------------------------- | ----------------------------- | --------- | ------------ | -- |
| Fotos hochladen | Wappenstein des ehem. Jagdschlosses | Koordinaten fehlen! Hilf mit. |           |              |    |
| Fotos hochladen | Gehöft                              | Schloßkulm 9                  |           |              |    |

## Schmieden
Einzeldenkmale

| Bild                           | Bezeichnung                                                              | Lage        | Datierung | Beschreibung | ID |
| ------------------------------ | ------------------------------------------------------------------------ | ----------- | --------- | ------------ | -- |
| weitere Bilder Fotos hochladen | Kirche mit Ausstattung und Grabsteinen (C. E. Hoffmann und O. Streipert) | (Karte)     |           |              |    |
| Fotos hochladen                | Gehöft                                                                   | Schmieden 1 |           |              |    |
| Fotos hochladen                | Darre                                                                    | Schmieden 5 |           |              |    |
| Fotos hochladen                | Gehöft                                                                   | Schmieden 6 |           |              |    |

## Teichweiden
Denkmalensemble

| Bild            | Bezeichnung                            | Lage                          | Datierung | Beschreibung | ID |
| --------------- | -------------------------------------- | ----------------------------- | --------- | ------------ | -- |
| Fotos hochladen | Denkmalensemble „Ortslage Teichweiden“ | Koordinaten fehlen! Hilf mit. |           |              |    |

Einzeldenkmale

| Bild                           | Bezeichnung                         | Lage    | Datierung | Beschreibung | ID |
| ------------------------------ | ----------------------------------- | ------- | --------- | ------------ | -- |
| weitere Bilder Fotos hochladen | Kirche mit Ausstattung und Kirchhof | (Karte) |           |              |    |

## Uhlstädt
Einzeldenkmale

| Bild                           | Bezeichnung                                  | Lage                | Datierung | Beschreibung | ID |
| ------------------------------ | -------------------------------------------- | ------------------- | --------- | ------------ | -- |
| weitere Bilder Fotos hochladen | Kirche mit Ausstattung                       | (Karte)             |           |              |    |
| Fotos hochladen                | Wassermühle                                  | Jenaische Straße 47 |           |              |    |
| Fotos hochladen                | Domäne                                       | Jenaische Straße 90 |           |              |    |
| Fotos hochladen                | Nebengebäude                                 | Jenaische Straße 92 |           |              |    |
| Fotos hochladen                | Gehöft                                       | Jenaische Straße 95 |           |              |    |
| Fotos hochladen                | Gehöft                                       | Lachenstraße 67     |           |              |    |
| Fotos hochladen                | Gehöft                                       | Lachenstraße 68     |           |              |    |
| Fotos hochladen                | Wappenstein                                  | Oberhof 110         |           |              |    |
| Fotos hochladen                | Gehöft                                       | Oberhof 112         |           |              |    |
| Fotos hochladen                | Gehöft                                       | Oberhof 118         |           |              |    |
| Fotos hochladen                | Aquädukt des Uhlschbaches über die Mühllache | Sandstraße          |           |              |    |

## Weißbach
Einzeldenkmale

| Bild                           | Bezeichnung            | Lage    | Datierung | Beschreibung | ID |
| ------------------------------ | ---------------------- | ------- | --------- | ------------ | -- |
| weitere Bilder Fotos hochladen | Kirche mit Ausstattung | (Karte) |           |              |    |

## Weißen
Einzeldenkmale

| Bild                           | Bezeichnung            | Lage             | Datierung | Beschreibung | ID |
| ------------------------------ | ---------------------- | ---------------- | --------- | ------------ | -- |
| weitere Bilder Fotos hochladen | Kirche mit Ausstattung | (Karte)          |           |              |    |
| Fotos hochladen                | Gehöft                 | Weißen 4         |           |              |    |
| weitere Bilder Fotos hochladen | Schloss Weißenburg     | Weißen 5 (Karte) | 1248      |              |    |

## Weitersdorf
Einzeldenkmale

| Bild                           | Bezeichnung                                     | Lage    | Datierung | Beschreibung | ID |
| ------------------------------ | ----------------------------------------------- | ------- | --------- | ------------ | -- |
| weitere Bilder Fotos hochladen | Kirche mit Ausstattung, Friedhof und Steinkreuz | (Karte) |           |              |    |

## Zeutsch
Einzeldenkmale

| Bild                           | Bezeichnung                                       | Lage                   | Datierung | Beschreibung | ID |
| ------------------------------ | ------------------------------------------------- | ---------------------- | --------- | ------------ | -- |
| weitere Bilder Fotos hochladen | Kirche mit Ausstattung                            | Ehem. Lohmühle (Karte) |           |              |    |
| Fotos hochladen                | Kirchenruine Töpfersdorf                          | Ehem. Lohmühle         |           |              |    |
| Fotos hochladen                | Gedenkstein „Leidensweg der Buchenwald-Häftlinge“ | Ehem. Lohmühle         |           |              |    |
| Fotos hochladen                | Gehöft                                            | Erfurter Straße 27     |           |              |    |
| Fotos hochladen                | Wohnstallhaus                                     | Erfurter Straße 28     |           |              |    |
| Fotos hochladen                | Gasthaus „Zur grünen Linde“                       | Hauptstraße 9          |           |              |    |
| Fotos hochladen                | Ehem. Mühle                                       | Im Mühlgarten 23       |           |              |    |
| Fotos hochladen                | Scheune                                           | Im Mühlgarten 23       |           |              |    |
| Fotos hochladen                | Gehöft                                            | Kirchgasse 34          |           |              |    |
| Fotos hochladen                | Scheune                                           | Kirchgasse 47          |           |              |    |